# Primera División de Bolivia 1979
La LFPB 1979 fue un campeonato de fútbol correspondiente a la 3ª temporada de la Liga de Fútbol Profesional Boliviano. El Campeón Nacional fue Oriente Petrolero. Obteniendo por 2ª vez en Primera División y por 1ª vez en la Era Profesional (LFPB).

## Formato
Ante los diversos problemas que surguieron con las Asociaciones y la FBF el año anterior y en el transcurso del mismo, la Liga decidió organizar dos campeonatos en la gestión 1979, un Torneo Apertura llamado Copa LPFB y un Torneo Clausura llamado Copa Eduardo Avaroa. Por motivos de acuerdos con las asociaciones, recién en septiembre se definió que el segundo torneo, la Copa Eduardo Avaroa, sería la que defina los clasificados a la Copa Libertadores de América de 1979 e implícitamente los campeones de la gestión. Si bien el campeonato comenzó en julio se tuvo que restructurar para tratar de acomodar a los clasificados de un torneo clasificatorio de los campeones y subcampeones de las asociaciones en 1979, la cual clasificó a los clubes 31 de Octubre de La Paz y Ferroviarios de Santa Cruz, con ello el campeonato tuvo el siguiente formato:
Primera Fase: Quince clubes compitieron en dos grupos (A y B) con el sistema todos contra todos en dos vueltas (local y visitante), jugando un total de 16 partidos en el grupo A y 14 en el grupo B. Un club recibe 2 puntos por partido ganado, 1 punto por partido empatado y 0 puntos por partido perdido. Los clubes fueron clasificados por puntos y los criterios de desempate fueron en el siguiente orden: diferencia de goles, goles marcados y resultados directos entre equipos empatados. Clasificarían los cinco primeros de cada grupo.
Segunda fase: Los clasificados de la anterior fase formarían dos grupos ordenados según clasificación expresa, de manera que no jueguen nuevamente en el mismo grupo que en la anterior fase. Los grupos jugarían un pentagonal característico donde los dos primeros de cada grupo clasificarían a la siguiente fase.  
Tercera Fase: Esta fase fue añadida como parte de los acuerdos entre la Liga y las Asociaciones. Aquí se incorporaron los clubes 31 de Octubre y Ferroviarios, para lo cual se decidió formar dos grupos de tres equipos ordenados por sorteo, cada grupo jugaría un torneo triangular típico donde los dos primeros clasificarían a la Fase Definitoria.   
Fase definitoria: Sería a través de partidos de eliminación directa, es decir: semifinales y final del campeonato. Las semifinales se jugarían entre el primero y segundo de cada grupo de la fase anterior, donde los ganadores de cada partido jugarían la final del campeonato para adjudicarse el título. El Campeón y subcampeón del torneo clasificaron a la Copa Libertadores 1980.  
El último club debía ser reemplazado por el campeón de la Asociación de Fútbol de su misma ciudad. Sin embargo, ante los acuerdos a los que se llegó con las Asociaciones no se verificó dicho ascenso-descenso, en pero esta temporada se llevó a cabo el retiro voluntario del Club Deportivo Bata de Quillacollo por motivos económicos.

## Equipos y Estadios
| Equipo                  | Fundación               | Ciudad      | Estadio                 |
| ----------------------- | ----------------------- | ----------- | ----------------------- |
| Always Ready            | 13 de abril de 1933     | La Paz      | Simón Bolívar           |
| Aurora                  | 27 de mayo de 1935      | Cochabamba  | Félix Capriles          |
| Blooming                | 1 de mayo de 1946       | Santa Cruz  | Ramón Tahuichi Aguilera |
| Bolívar                 | 12 de abril de 1925     | La Paz      | Simón Bolívar           |
| Deportivo Bata          | 20 de octubre de 1941   | Quillacollo | Félix Capriles          |
| Deportivo Municipal     | 20 de octubre de 1944   | La Paz      | Luis Lastra             |
| Guabirá                 | 13 de abril de 1962     | Santa Cruz  | Ramón Tahuichi Aguilera |
| Independiente Unificada | 1 de abril de 1926      | Potosí      | Potosí                  |
| Oriente Petrolero       | 5 de noviembre de 1955  | Santa Cruz  | Ramón Tahuichi Aguilera |
| Petrolero               | 16 de abril de 1950     | Cochabamba  | Félix Capriles          |
| Real Santa Cruz         | 2 de mayo de 1962       | Santa Cruz  | Ramón Tahuichi Aguilera |
| San José                | 19 de marzo de 1942     | Oruro       | Jesús Bermúdez          |
| Stormers                | 25 de enero de 1914     | Sucre       | Morro de Surapata       |
| The Strongest           | 8 de abril de 1908      | La Paz      | Hernando Siles          |
| Wilstermann             | 24 de noviembre de 1949 | Cochabamba  | Félix Capriles          |

## Primera Fase

### Fase de grupos

#### Grupo A
| Pos | Equipo                  | Pts | PJ | G | E | P  | GF | GC | Dif |
| --- | ----------------------- | --- | -- | - | - | -- | -- | -- | --- |
| 1º  | Oriente Petrolero       | 21  | 16 | 9 | 3 | 4  | 37 | 20 | 17  |
| 2º  | Bolívar                 | 18  | 16 | 8 | 2 | 6  | 36 | 23 | 13  |
| 3º  | Petrolero               | 18  | 16 | 7 | 4 | 5  | 31 | 20 | 11  |
| 4º  | Independiente Unificada | 17  | 16 | 6 | 5 | 5  | 20 | 24 | -4  |
| 5º  | Real Santa Cruz         | 15  | 16 | 6 | 3 | 7  | 27 | 28 | -1  |
| 6º  | Wilstermann             | 14  | 16 | 4 | 6 | 6  | 20 | 24 | -4  |
| 7º  | San José                | 11  | 16 | 5 | 1 | 10 | 23 | 42 | -19 |
| 8º  | Always Ready            | 9   | 16 | 4 | 1 | 11 | 27 | 40 | -13 |

Pts = Puntos; PJ = Partidos Jugados; G = Partidos Ganados; E = Partidos Empatados; P = Partidos Perdidos; GF = Goles Anotados; GC = Goles Recibidos; Dif = Diferencia de gol
|  | Clasificado como líder de grupo a la Segunda Fase |
|  | Clasificado a la Segunda Fase.                    |

### Grupo B
| Pos | Equipo              | Pts | PJ | G | E | P | GF | GC | Dif |
| --- | ------------------- | --- | -- | - | - | - | -- | -- | --- |
| 1º  | Blooming            | 19  | 14 | 8 | 3 | 3 | 31 | 29 | +2  |
| 2º  | The Strongest       | 19  | 14 | 9 | 1 | 4 | 31 | 16 | 15  |
| 3º  | Deportivo Municipal | 16  | 14 | 7 | 2 | 5 | 39 | 30 | 9   |
| 4º  | Guabirá             | 15  | 14 | 6 | 3 | 5 | 30 | 25 | 5   |
| 5º  | Deportivo Bata      | 13  | 14 | 5 | 3 | 6 | 23 | 17 | 6   |
| 6º  | Stormers            | 10  | 14 | 4 | 2 | 8 | 14 | 41 | -27 |
| 7º  | Aurora              | 9   | 14 | 3 | 3 | 8 | 16 | 21 | -5  |

Pts = Puntos; PJ = Partidos Jugados; G = Partidos Ganados; E = Partidos Empatados; P = Partidos Perdidos; GF = Goles Anotados; GC = Goles Recibidos; Dif = Diferencia de gol
|  | Clasificado como líder de grupo a la Segunda Fase |
|  | Clasificado a la Segunda Fase.                    |

## Segunda Fase

### Grupo A
| Pos | Equipo            | Pts | PJ | PG | PE | PP | GF | GC | Dif |
| --- | ----------------- | --- | -- | -- | -- | -- | -- | -- | --- |
| 1º  | The Strongest     | 14  | 8  | 6  | 1  | 1  | 24 | 5  | 19  |
| 2º  | Oriente Petrolero | 13  | 8  | 5  | 1  | 2  | 13 | 12 | 1   |
| 3º  | Petrolero         | 10  | 8  | 4  | 1  | 3  | 12 | 12 | 0   |
| 4º  | Guabirá           | 4   | 8  | 2  | 0  | 6  | 6  | 14 | -8  |
| 5º  | Deportivo Bata    | 2   | 8  | 1  | 1  | 6  | 8  | 20 | -12 |

Pts = Puntos; PJ = Partidos Jugados; G = Partidos Ganados; E = Partidos Empatados; P = Partidos Perdidos; GF = Goles Anotados; GC = Goles Recibidos; Dif = Diferencia de gol
|  | Clasificados a la Tercera Fase          |
|  | Descenso directo por retiro voluntario. |

Nota: Bata de Quillacollo decidió retirarse de Primera División una vez terminada la Temporada.
- The Strongest recibió 1 punto de bonificación al igual que Petrolero de Cochabamba, mientras Oriente Petrolero recibió 2 puntos.

### Grupo B
| Pos | Equipo                  | Pts | PJ | PG | PE | PP | GF | GC | Dif |
| --- | ----------------------- | --- | -- | -- | -- | -- | -- | -- | --- |
| 1º  | Bolívar                 | 10  | 8  | 4  | 2  | 2  | 21 | 11 | 10  |
| 2º  | Blooming                | 10  | 8  | 4  | 0  | 4  | 19 | 19 | 0   |
| 3º  | Independiente Unificada | 9   | 8  | 3  | 3  | 2  | 18 | 19 | -1  |
| 4º  | Deportivo Municipal     | 9   | 8  | 2  | 5  | 1  | 16 | 19 | -3  |
| 5º  | Real Santa Cruz         | 6   | 8  | 2  | 2  | 4  | 12 | 19 | -7  |

Blooming recibió 2 puntos de bonificación por ser primero de su grupo en primera fase
Pts = Puntos; PJ = Partidos Jugados; G = Partidos Ganados; E = Partidos Empatados; P = Partidos Perdidos; GF = Goles Anotados; GC = Goles Recibidos; Dif = Diferencia de gol
|  | Clasificados a la Tercera Fase |

## Tercera Fase
En esta instancia se sumaron los equipos Ferroviario de Santa Cruz y 31 de Octubre de La Paz.

### Grupo A
| Pos | Equipo                    | Pts | PJ | PG | PE | PP | GF | GC | Dif |
| --- | ------------------------- | --- | -- | -- | -- | -- | -- | -- | --- |
| 1º  | Blooming                  | 6   | 4  | 3  | 0  | 1  | 11 | 3  | 8   |
| 2º  | Bolívar                   | 5   | 4  | 2  | 1  | 1  | 6  | 3  | 3   |
| 3º  | Ferroviario de Santa Cruz | 1   | 4  | 0  | 1  | 3  | 2  | 13 | -11 |

Pts = Puntos; PJ = Partidos Jugados; G = Partidos Ganados; E = Partidos Empatados; P = Partidos Perdidos; GF = Goles Anotados; GC = Goles Recibidos; Dif = Diferencia de gol

### Grupo B
| Pos | Equipo            | Pts | PJ | PG | PE | PP | GF | GC | Dif |
| --- | ----------------- | --- | -- | -- | -- | -- | -- | -- | --- |
| 1º  | The Strongest     | 6   | 4  | 2  | 2  | 0  | 8  | 2  | 6   |
| 2º  | Oriente Petrolero | 5   | 4  | 1  | 3  | 0  | 5  | 3  | 2   |
| 3º  | 31 de Octubre     | 1   | 4  | 0  | 1  | 3  | 1  | 9  | -8  |

Pts = Puntos; PJ = Partidos Jugados; G = Partidos Ganados; E = Partidos Empatados; P = Partidos Perdidos; GF = Goles Anotados; GC = Goles Recibidos; Dif = Diferencia de gol

### Fase Final
|  | Semifinales       | Semifinales | Semifinales   | Semifinales |   |                   | Final | Final | Final | Final |  |
|  |                   |             |               |             |   |                   |       |       |       |       |  |
|  |                   |             |               |             |   |                   |       |       |       |       |  |
|  | Blooming          | 2           | 2             | 1           |   |                   |       |       |       |       |  |
|  | Blooming          | 2           | 2             | 1           |   |                   |       |       |       |       |  |
|  | Oriente Petrolero | 4           | 1             | 2           |   |                   |       |       |       |       |  |
|  | Oriente Petrolero | 4           | 1             | 2           |   | Oriente Petrolero | 0     | 2     | 2     |       |  |
|  |                   |             |               |             |   | Oriente Petrolero | 0     | 2     | 2     |       |  |
|  |                   |             | The Strongest | 2           | 0 | 1                 |       |       |       |       |  |
|  | The Strongest     | 1           | The Strongest | 2           | 0 | 1                 | 1     | 3     |       |       |  |
|  | The Strongest     | 1           |               |             |   |                   | 1     | 3     |       |       |  |
|  | Bolívar           | 1           | 1             | 1           |   |                   |       |       |       |       |  |
|  | Bolívar           | 1           | 1             | 1           |   |                   |       |       |       |       |  |
|  |                   |             |               |             |   |                   |       |       |       |       |  |

(L): En cada llave, el equipo ubicado en la primera línea es el que ejerce la localía en el partido de vuelta.

## Final de Campeonato
La disputaron The Strongest y Oriente Petrolero tras ganar sus respectivas llaves de semifinales.
| 12 de marzo de 1980, 21:00 (UTC-4) | The Strongest                              | 2:0 (2:0) | Oriente Petrolero | Estadio Hernando Siles, La Paz |                            |
|                                    | Juan Carlos Camargo 26' · Jorge Latini 43' |           |                   | Árbitro(s): Luis Barrancos     | Árbitro(s): Luis Barrancos |

| 16 de marzo de 1980, 17:00 (UTC-4) | Oriente Petrolero | 2:0 (0:0) | The Strongest | Estadio Ramón Tahuichi Aguilera, Santa Cruz de la Sierra |                          |
|                                    | Toninho 50' 58'   |           |               | Árbitro(s): Oscar Ortubé                                 | Árbitro(s): Oscar Ortubé |

### Definitorio
| 18 de marzo de 1980, 21:00 (UTC-4) | Oriente Petrolero                          | 2:1 (0:1) | The Strongest           | Estadio Félix Capriles, Cochabamba |                          |
|                                    | René Taritolay 55' · Estanislao Franco 80' |           | 10' Juan Carlos Camargo | Árbitro(s): Oscar Ortubé           | Árbitro(s): Oscar Ortubé |

## Campeón
|                                                                             |
| LFPB 1979 Oriente Petrolero 1° Título Liguero 2° Título de Primera División |